# The Kingdoms of Ruin
The Kingdoms of Ruin (jap. はめつのおうこく Hametsu no ōkoku) – manga autorstwa yoruhashi, publikowana w magazynie „Gekkan Comic Garden” wydawnictwa Mag Garden od kwietnia 2019. Na jej podstawie studio Yokohama Animation Laboratory wyprodukowało serial anime, który emitowano od października do grudnia 2023.

## Fabuła
Przez stulecia ludzkość rozwijała się dzięki mocy magii, której wiedźmy używały, aby pomagać ludziom. Jednak wraz z rozwojem nauki, która z czasem zaczęła przewyższać magię, Imperium Redii nagle ogłosiło, że czarownice oraz magia należą do przeszłości i należy je wyeliminować. Wiedźma Chloe wychowała osieroconego chłopca imieniem Adonis i nauczyła go swojego rzemiosła. Kiedy jednak ta zostaje złapana i stracona, Adonis poprzysięga zemstę na ludzkości.

## Bohaterowie
- Adonis (jap. アドニス Adonisu)

Seiyū: Kaito Ishikawa 
- Doroka (jap. ドロカ)

Seiyū: Azumi Waki 
- Chloe (jap. クロエ Kuroe)

Seiyū: Ryōko Shiraishi 
- Yamato (jap. ヤマト)

Seiyū: Satoshi Hino 
- Yuki (jap. ユキ)

Seiyū: Hikaru Tōno 
- Shirousagi (jap. シロウサギ)

Seiyū: Kishō Taniyama 

## Manga
Pierwszy rozdział mangi został opublikowany 5 kwietnia 2019 w magazynie „Gekkan Comic Garden”. Seria jest również publikowana na stronach Manga Doa, Mag Comi i pixiv Comic. Następnie wydawnictwo Mag Garden rozpoczęło zbieranie rozdziałów do wydań w formacie tankōbon, których pierwszy tom ukazał się 10 października tego samego roku. Według stanu na 10 października 2023, do tej pory wydano 9 tomów.
| Nr | Data wydania (język japoński) | ISBN (język japoński)  |
| -- | ----------------------------- | ---------------------- |
| 1  | 10 października 2019          | ISBN 978-4-800-00901-2 |
| 2  | 10 lutego 2020                | ISBN 978-4-800-00937-1 |
| 3  | 7 sierpnia 2020               | ISBN 978-4-800-01001-8 |
| 4  | 10 lutego 2021                | ISBN 978-4-800-01048-3 |
| 5  | 10 sierpnia 2021              | ISBN 978-4-800-01121-3 |
| 6  | 9 lutego 2022                 | ISBN 978-4-800-01172-5 |
| 7  | 9 września 2022               | ISBN 978-4-800-01244-9 |
| 8  | 10 marca 2023                 | ISBN 978-4-800-01308-8 |
| 9  | 10 października 2023          | ISBN 978-4-800-01376-7 |

## Anime
Adaptacja w formie telewizyjnego serialu anime została zapowiedziana 1 lutego 2023. Seria została wyprodukowana przez studio Yokohama Animation Laboratory i wyreżyserowana przez Keitarō Motonagę. Scenariusz napisał Takamitsu Kono, postacie zaprojektowała Hiromi Kato, a muzykę skomponowali Miki Sakurai, Shu Kanematsu i Hanae Nakamura. Anime emitowano od 7 października do 23 grudnia 2023 na antenach MBS, TBS i BS-TBS w bloku programowym Animeism. Motywem otwierającym jest „Kieru made” (jap. 消えるまで) autorstwa Hany Hope, natomiast kończącym „Prayer” w wykonaniu Who-ya Extended. Prawa do streamingu serii poza Azją nabył Crunchyroll.